# ꟿ
ꟿ (в Юникоде называется эпиграфическая архаическая M) — архаическая форма латинской буквы M. Встречается в эпиграфах на латинском языке, в которых для экономии места и работы имена и часто встречающиеся слова сокращались, как и римский преномен Маний (лат. Manius), аббревиируемый этой буквой. Обыкновенная же буква M обозначает имя Марк (лат. Marcus). Для упрощения процесса печати вместо данной буквы часто используется M с апострофом M’, хотя на памятниках такое написание не встречается.